# هندباء شوكية
الهندباء الشوكية (بالإنجليزية: Cichorium spinosum)‏ هي نوع من النباتات المزهرة من الفصيلة النجمية، موطنها الأصلي حوض البحر الأبيض المتوسط. نبات ثنائي الحول أو معمر يصل طوله إلى 20 سم (8 بوصة)، يجمع في البرية و يزرع كنباتات ورقية خضراء.

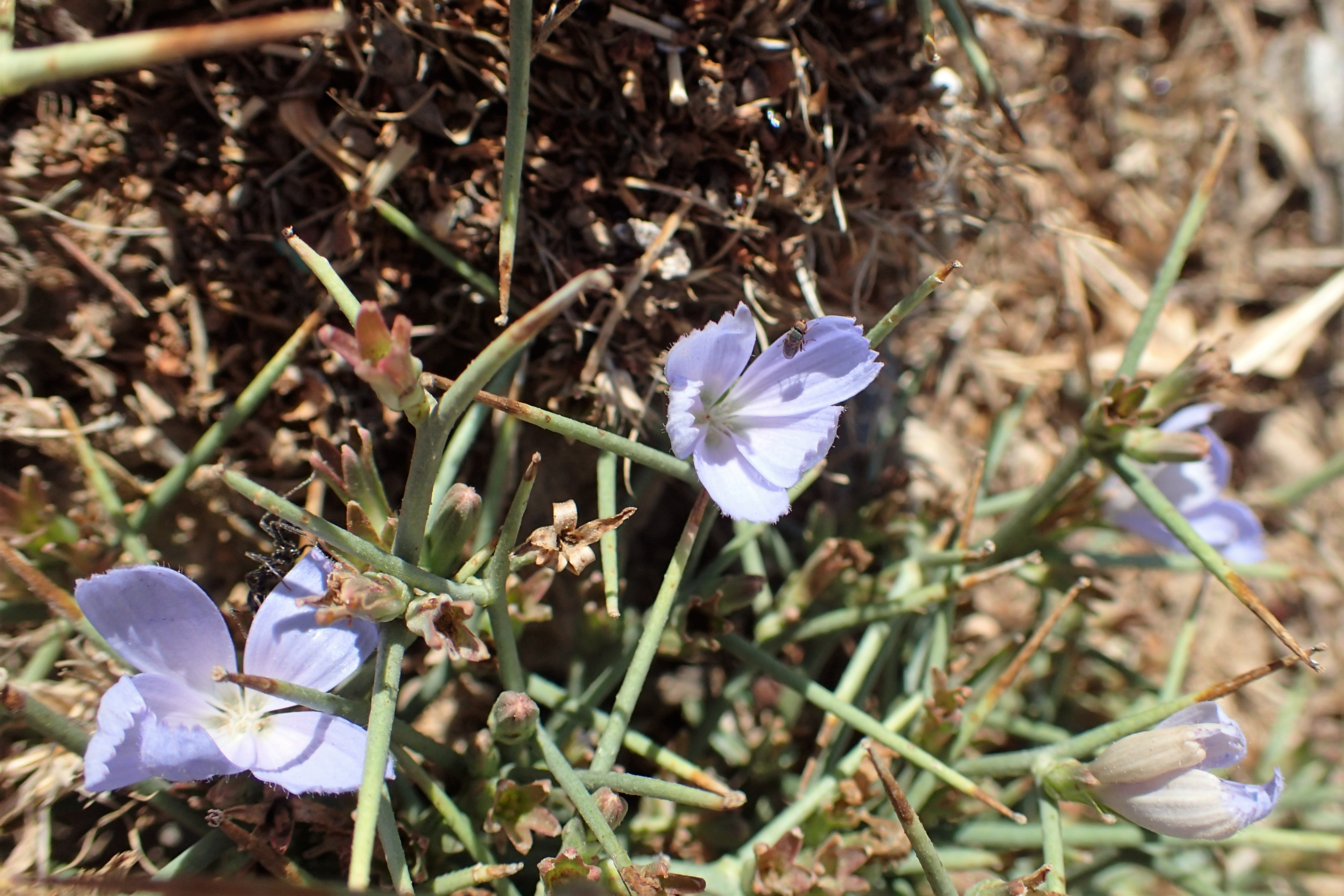
صورة مقربة لزهرة الهندباء الشوكية